# Johann Christian Poggendorff
Johann Christian Poggendorff (Hamburgo, 29 de diciembre de 1796 - Berlín, 24 de enero de 1877) fue un físico alemán. Destacó en sus trabajos sobre electricidad y magnetismo, y fue director de la publicación científica Annalen der Physik und Chemie entre 1824 y 1876.

## Biografía
Su padre fue un industrial adinerado que quedó arruinado tras el asedio francés, por lo que con dieciséis años tuvo que aprender el oficio de boticario en su ciudad natal, y con veintidós comenzó a ganarse la vida como ayudante de un boticario de Itzehoe. Su ambición y su gran inclinación hacia una carrera científica le llevaron a abandonar su negocio y mudarse a Berlín, donde en 1820 ingresó en la universidad. Su capacidad fue reconocida rápidamente, y en 1823 fue nombrado observador meteorológico de la Academia de Ciencias.
A esta temprana edad, ya consideraba la idea de fundar una publicación científica de física y química, cuya realización se adelantó debido a la repentina muerte en 1824 de Ludwig Wilhelm Gilbert, editor de Gilbert's Annalen der Physik. Inmediatamente se puso en contacto con la editorial J.A. Barth, alojada en Leipzig, dando como resultado su nombramiento como director de la publicación científica Annalen der Physik und Chemie, una continuación de la anterior de Gilbert. Durante su dirección fue comúnmente llamada Poggendorff's Annalen, y fue la publicación científica más importante de Europa.

## Obra
Durante los 52 años que estuvo al frente de la publicación (desde 1824 hasta 1876), adquirió un enorme conocimiento de los trabajos de los científicos más relevantes. Dicho conocimiento lo vertió en su obra Biographisch-literarisches Handworterbuch zur Geschichte der exacten Wissenschaften, la cual contiene reseñas de las vidas y trabajos de los más importantes matemáticos, físicos, astrónomos y químicos, de todas las épocas y países, constituyendo una valiosa colección para cualquier historiador de la ciencia. Los dos primeros volúmenes fueron publicados en 1863; tras su muerte fue publicado un tercer volumen en 1898, el cual cubría el período 1858-1883, y un cuarto en 1904, actualizado hasta comienzos del siglo XX.
Fue un concienzudo y habilidoso experimentador, con una gran capacidad inventiva para la elaboración de aparatos experimentales. Destacó en sus trabajos sobre electricidad y magnetismo. En 1830 fue designado profesor real, en 1834 Hon. PhD y profesor extraordinario en la Universidad de Berlín, y en 1839 miembro de la Academia Berlinesa de las Ciencias. Rechazó todas las ofertas de profesor que recibió, dedicándose completamente a su labor al frente de Annalen y a sus investigaciones científicas.